# Jérôme Guézénec
Pour les articles homonymes, voir Guézénec.
Jérôme Guézénec, né le 23 décembre 1973 à Tréguier, est un pongiste handisport français et actuel président et entraîneur du CTT Sommières dans le Gard.

## Biographie
Il participe aux Jeux paralympiques d'été de 2012 à Londres en classe 2. Il est également vice-champion du monde, champion d'Europe et champion de France.
Originaire de Tréguier, il vit actuellement à Sommières, dans le Gard ou il entraîne le CTT Sommières évoluant en deuxième division régionale.

## Autres fonctions
Il est également Président de la commission sportive du comité de tennis de table du Gard ainsi que de la ligue Occitanie.